# Rắn nữ hoàng
Rắn nữ hoàng, danh pháp khoa học Regina septemvittata, là một loài rắn trong họ Rắn nước. Loài này được Say mô tả khoa học đầu tiên năm 1825.

## Hình ảnh

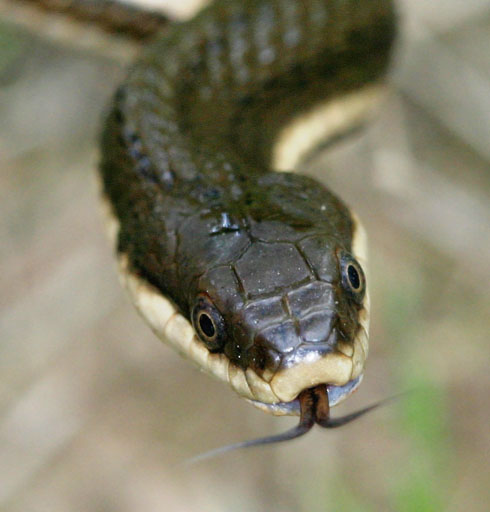
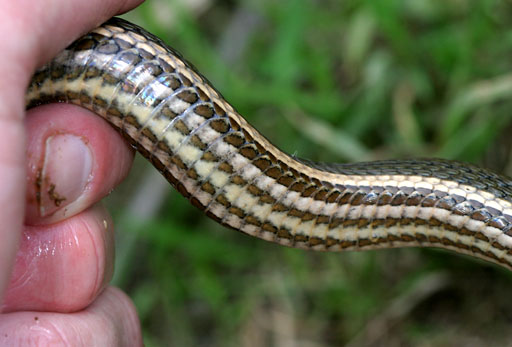
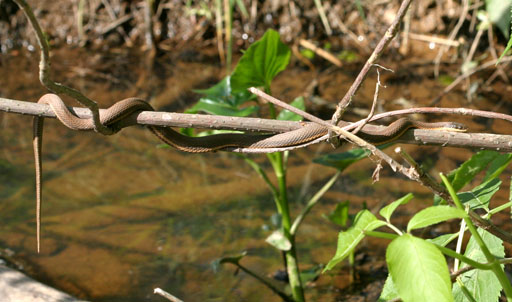
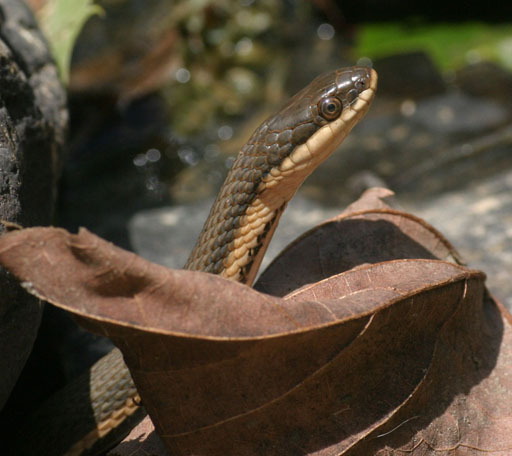